# ادموند، پادشاه آنگلیای شرقی
ادموند که به نام‌های ادموند شهید یا سنت ادموند نیز شناخته می‌شود، پادشاه آنگلیای شرقی از سال ۸۵۵ میلادی تا زمان مرگش بود.
او یکی از اسقف‌های برجسته انگلیایی بود که پس از کشته شدن شاه اکبِرت به دست وایکینگ‌ها نیروهای مردمی را یکپارچه ساخت تا در کنار پادشاه اتلولف پسر شاه اکبرت به مقابله با وایکینگها بتازد.
او دریکی از جنگها کشته شد و لقب «ادموند شهید» از طرف شاه آلفرد بزرگ به او داده شد.